# Pielęgniczka pięknopłetwa
Pielęgniczka pięknopłetwa (Apistogramma steindachneri) – gatunek słodkowodnej ryby z rodziny pielęgnicowatych (Cichlidae). Hodowany w akwariach.

## Występowanie
Ameryka Południowa – Surinam, Gujana i Wenezuela.

## Charakterystyka
Mało agresywna, może przebywać w zbiorniku wielogatunkowym. W akwarium wymaga gęstej roślinności, korzeni, kryjówek wśród kamiennych konstrukcji oraz miękkiego podłoża. Tworzy stada haremowe. Zalecana obecność niewielkich kąsaczowatych i piękniczkowatych.

## Dymorfizm płciowy
Samiec większy (dorasta do ok. 10 cm, samica do 6 cm długości). Dorosłe samce mają wydłużone płetwy, u samic płetwy zaokrąglone na krańcach.

## Warunki w akwarium
| Zalecane warunki w akwarium | Zalecane warunki w akwarium                                                      |
| --------------------------- | -------------------------------------------------------------------------------- |
| Zbiornik                    | średni, minimum 60 cm (dla jednej pary, dla grupy haremowej odpowiednio większy) |
| Temperatura wody            | 24–28 °C                                                                         |
| Twardość wody               | 3–14°n                                                                           |
| Skala pH                    | 5–8                                                                              |
| Pokarm                      | drobny żywy i w płatkach                                                         |

## Rozmnażanie
Młode wylęgają się po ok. 3 dniach. Opiekę nad potomstwem sprawuje samica. Samiec strzeże rewiru.